# 隆凸华溪蟹
隆凸华溪蟹（学名：Sinopotamon convexum）为溪蟹科华溪蟹属的动物。在中国大陆，分布于湖南、贵州、四川、湖北等地，主要生活于海拔400-2000米的溪流石下。